# 扇田裕太郎
扇田 裕太郎（おうぎだ ゆうたろう、1970年6月21日生まれ - ）は、東京都品川区出身のシンガーソングライター、ギタリスト。血液型はA型。

## 人物
幼少期をニューヨーク、中学3年生から高校3年生の4年間をロンドンで過ごす。思春期真っ只中のロンドン時代、エレクトリック・ギターの歪んだ音に胸を揺さぶられロックを始める。悪友ジェイクにサイケデリック・パンクシーンに誘われサイケデリック・ロックの虜になる。帰国後早稲田大学理工学部に入学、卒業。在学中に音楽サークル「アメリカ民謡研究会」で 西園寺瞳と出会い、後にバンド「マジックエントランス」を結成。東高円寺駅近くのライブハウス・音楽スタジオ「ロサンゼルスクラブ」でアルバイトをしている頃に同店で同じくアルバイトをしていた氣志團の綾小路翔、星グランマニエ、フジファブリックの志村正彦らと出会う。

## 来歴
- 1995年
  - MAGIC ENTRANCE5曲入りカセット「Trust Me」を発売（ベースは西園寺瞳）
- 1998年頃
  - ワッシー・ヴィンセント・ジュニアのWouassi & Roots Band（ワッシーアンドルーツバンド）

- 1999年
  - 年末、FULLKINGに参加、その後正式メンバー加入。
- 2007年
  - 4〜5月、「氣志團四天王presents 春のぽっかぽかツアー2007 NEET NEET NEET ～あいつら100％伝説～」にTommy&The Bonjaskysのギターで参加。[2]
- 2008年
  - 5月21日、下北沢CLUB QueにてTommy&The Bonjaskysの単独ライブを開催。[3]
  - 11月5日、UKプロジェクトよりアルバム「We are The Bonjaskys!」をリリース。[4]
- 2010年
  - 多田暁とのデュオユニット「The Day Sweet」を結成。名付け親は綾小路翔。2人とも酒好きだったことから、泥酔を英語風に「デイスイート」と捩った。蕎麦好きが高じて代々木にある蕎麦店で5年間定期的にライブを行った。2018年7月20日、The Day Sweet結成8年目で、1stアルバム「You Need It」をリリース[5]。
- 2012年
  - ピンク・フロイド・トリビュートバンド「原始神母」に参加。[6]　東京湾のクルーズ船で木暮武彦と出会い、ピンク・フロイドを一緒に演奏したことが切っ掛けでソウルメイトになる。[7]JOIN ALIVE2013、ARABAKI ROCK FEST.'15、PROGRESSIVE ROCK FES 2016、フジロックフェスティバル’17 等の大型フェスにも出演[8]。原始神母ではベース、エレクトリック&アコースティック・ギター、ボーカル、銅鑼、シンバルを演奏するマルチプレイヤーとして参加。[7]
- 2014年
  - 9月、岡山県瀬戸内市牛窓の黒島で行われた、無人島フェスティバル「牛窓ナチュラルキャンプ2014」のステージに出演。[9]
- 2016年
  - 7月、フジロックフェスティバル’16に「扇田裕太郎 1人ピンク・フロイド」及び、ドラムの森信行と共にデヴィッド・ボウイの「ジギー・スターダスト」全曲メドレーを演奏する「Oggy Stardust and Spiders from the Naeba Forest」で出演。[10][11]
  - 8月3日、自身初のソロミニアルバム「I AM」をリリース。[12]
- 2017年
  - 7月、フジロックフェスティバル'17 に原始神母で出演。ステージはFIELD OF HEAVEN。[13][14]
  - 同フェスティバルに「冨田麗香＆ザ・ローリングジプシーズ」で出演。
- 2018年
  - モーガン・フィッシャーとデュオロックユニットNANKER’S BESTを結成。[15]
  - モーガンが知人の紹介でThe Day Sweetのライブを観に来たことをきっかけに親交を重ねる。プライベートセッションを繰り返すうちにバンド結成に至る。
  - 3月27日、台湾台北市のRevolverにて、ソロとして初の海外公演。
- 2019年
  - 2月8日、川崎CLUB CITT'A'TTICでNANKER'S BESTが初ライブ。[16]
  - 5月1日、自身の2ndミニアルバム「I SING」とThe Day Sweetのマキシシングル「なかなかに人とあらずは酒壺に成りにてしかも酒に染みなむ」を同時リリース。同日、汐留ブルームードにて発売記念ライブを開催。[17][18]
  - 7月、ARBの白浜久のバンドプロジェクト「白浜久プロジェクト」のギターとしてフジロックフェスティバル’19に出演[19]。扇田のオリジナル楽曲「SONG SONG SONG」もこの日のセットリストに組み込まれ演奏された。
  - 9月「『I SING』全国ツアー2019扇田裕太郎★巡り逢いライブ」スタート。関西・四国・九州・関東・道北、北海道を含む計30公演超えのライブツアーを2ヶ月にわたって開催。
- 2020年
  - 2月23日、川崎 CLUB CITTA' A'TTIC「残響天国★扇田裕太郎ソロワンマンライブ！新曲祭り！」以降、新型コロナウイルス感染拡大の流行による緊急事態宣告等によりライブハウスでの活動を自粛。
  - 4月、自宅スタジオ「FLOWER STUDIO」よりYouTubeにてライブ配信を開始。以降、毎週木曜日にソロライブ配信を行う。
  - 11月、ACE & TAKASHI O’HASHI Presents 「2020"RISE"GEMS!!」 の無観客ライブ配信ツアーにTAKASHI O’HASHI & The Sound Torusのギターとして参加。メンバーは大橋隆志(Gtr/Vo)、石川俊介(Ba)、田中徹(Dr)に扇田裕太郎(Gtr/Vo)。
- 2021年
  - 1月、満園庄太郎とお互いのスタジオから遠隔で生セッションを試みる「オンラインRockライブ＆トークSHOW」をYouTubeで配信開始、シリーズ化。ここからツインロックユニットWTAROが誕生。
  - 4月3日、川崎CLUB CITTA’で原始神母が吹奏楽団と合唱団、チェロ奏者をゲストに迎えAtom Heart Mother（原子心母）を完全再現し、大きな話題となる。[20]
  - 5月、「TAKASHI O’HASHI & The Sound Torus」の無観客配信ライブツアーに参加。
  - 6月、『扇田裕太郎 BIRTHDAY FESTIVAL ONLINE』YouTubeで開催。活動制限を余儀なくされていた繋がりのあるミュージシャンたちを招き、各々と遠隔で同時演奏オンライン上でのフェスを実現。
  - 7月、神戸のライブハウス「チキンジョージ」コロナ禍存続危機支援のため、現地から無観客配信ライブを開催。[21]
  - 7月26日付ガスエネルギー新聞文化欄に「蘇るピンクフロイド」で、原始神母から扇田のインタビューが掲載。[22]
  - 11月、「ACE & TAKASHI O’HASHI Presents 2021“RISE”」の無観客配信ライブツアーに参加。
  - 12月、初フルアルバム「I FEEL」をリリース。ゲストミュージシャンにモーガン・フィッシャー、大橋隆志、西園寺瞳、永田zelly健志、満園庄太郎、森信行、多田暁。[23]
- 2022年
  - 3月、ギター雑誌「Player」増刊号に、原始神母メンバーとしてライブのギアレポート掲載。[24]
  - 5月、「I FEEL リリースツアー！根性の再開！」で8日連続西日本を巡るリアルライブツアーを再開し、自身の機材からの生配信も継続。
  - 6月、初ヨーロッパツアー、オランダユトレヒトへ。
  - 7月、高円寺HIGHにて、原始神母から派生したバンド「夜明けの口笛吹き aka 原始神母 ~PINK FLOYD TRIPS~」が<1967 LONDON PSYCHEDELIC HAPPENING 2022>を開催。シタールの伊藤公朗、OverxHeadsのライトショウ等と共に繰り広げたサイケデリックな一夜限りのライブフェス。[25]
  - 7月、「I FEEL リリースツアー北海道リベンジ編」パンデミックによる延期やキャンセルになったライブを再度計画。遠方の各地ファンと「対面での出逢い・再会」に主軸をおいたツアー
  - 8月、「ACE & TAKASHI O’HASHI Presents 2022"RISE"」ツアーに参加。観客でのツアーを再開。
  - 10月2日、秋葉原CLUB GOODMANにて「I FEEL」扇田裕太郎ROCK BAND初ライブ。レコーディングに関わったメンバーが集結したバンドスタイルライブ。
  - 10月、「I FEEL TOUR 2022 - WEST JAPAN」
- 2023年
  - 4月5日、WTAROのデビューアルバム「WTARO Ι」（ダブルタローワン）発売。[26]　リリースパーティー・ツアーを開催
  - 4月、「TAKASHI O’HASHI & The Sound Torus Live Tour 2023」ツアー参加。
  - 5月、「Solo Tour 2023」開催。
  - 6月、綾小路翔・西園寺瞳とで不定期ポッドキャスト「はじめてのロックンロール・レディオ」配信開始。[27]
  - 6月18日、原始神母で日比谷公園大音楽堂（日比谷野音）初単独ライブ。　[28]
  - 2度目のヨーロッパツアー。前年のオランダ各地を再訪のほか、初めてイギリスロンドンでも２公演開催。オランダではアルクマールにある世界最大のビートルズ博物館で日本人としては初のライブを開催。[29]
  - 8月、WTARO「DOBON TOUR」。
  - 9月、「ACE & TAKASHI O’HASHI Presents 2023"RISE"」ツアーに参加。
  - 10月、WTARO「長野・北陸DRAGON TOUR」。
  - 10月、ソロ「東北・北関東ツアー2023」。
- 2024年
  - 1月　海外のアーティストとのコラボ国内ツアー「United Nations of Rock （ロックの国連）」を試み音楽の国際交流に注力。第1回はイギリスロンドンのシンガー＆パーカッショニストミュージシャン。
  - 4月、「TAKASHI O'HASHI & The Sound Torus Live Tour 2024」ツアーに参加。
  - 5月、WTARO「東北ツアー」
  - 6月、ヨーロッパツアー。オランダ、イギリスに加え新たにスイスでもライブ。（ロンドンで出演したThe Water Ratsはボブディランやoasisがロンドンで初めてライブを行ったライブハウスでもある）[30][31]　　
  - 8月、初の沖縄石垣島ライブ。
  - 9月、「ACE & TAKASHI O’HASHI Presents 2024"RISE" 」ツアーに参加。

- 2025年
  - 3月8日&9日、原始神母、 shake Presents「輝ける１９７０’s ～ BRITISH ROCKの２日間 ～」日比谷公園大音楽堂（日比谷野音）で２日連続ライブ。1日目は映画「MR.JIMMY レッドツェッペリンに全てを捧げた男」のMR.JIMMY(ジミー桜井)との競演、2日目はQueenessがゲスト出演。1日目は降雪に見舞われる中でのライブとなった。[32]
  - 3月13日、コロナ禍で始めた毎週木曜20時自宅スタジオ開催のYouTube配信「LIVE FROM FLOWER STUDIO」200回目の配信。
  - 4月、横浜を皮切りに2週間西日本を中心とした11ヶ所に及ぶ「扇田裕太郎2025年春ツアー」開催。

## 音楽性
ブリティッシュ・ロックに大きな影響を受けている。特に本人も何度もコメントしているが、ピンク・フロイドとレッド・ツェッペリンからの影響は大きく、自身の作品の多くに通奏低音の様に流れている。他にもサイケデリック・ロック、プログレッシブ・ロック、ハードロックなど、新旧洋邦問わず幅広い音楽の影響を感じとることができる。本人がカバーなどで取り上げるものには更にジャズや日本の歌謡曲、民族音楽など、非常に多岐にわたる。

## 使用ギター
- フジゲン ネオクラシック　ストラトキャスタータイプ　（特別仕様にカスタマイズ）
- Oopegg Trailbreaker Mark-I
- ギブソン　レスポール

- フェンダー テレキャスター
- ブルーリッジ BR-180A、BR-263A
- デクラーク・ギター（プリンス）

など

## 作品

### マキシシングル
- The Day Sweet
  - なかなかに人とあらずは酒壺に成りにてしかも酒に染みなむ（2019年5月1日）

### アルバム
- ソロアルバム
  - ミニアルバム
    - I AM（2016年8月3日）
    - I SING（2019年5月1日）

  - フルアルバム
    - I FEEL（2021年12月8日）
- Tommy&The Bonjaskys
  - We are The Bonjaskys!（2008年11月5日）
- The Day Sweet
  - You Need It（2018年7月20日）
- WTARO
  - WTAROΙ（2023年4月5日）

### プロデュース・参加アルバム
- 冨田麗香&ザ・ローリングジプシーズ
  - 夢のかけら（2017年3月24日）
  - LIVE LIFE ALIVE!!（2018年5月19日）

### 参加DVD
- 冨田麗香
  - 冨田麗香 BIRTHDAY SPECIAL DVD 重ねた時間〜Time Remembers〜（2019年4月27日）